# De Brouckère (métro de Bruxelles)
Pour les articles homonymes, voir de Brouckère.
De Brouckère est une station des lignes 1 et 5 du métro de Bruxelles située à Bruxelles, sur la commune de Bruxelles-ville.
La station est aussi desservie par l'axe nord-sud du prémétro de Bruxelles, tunnel emprunté par les lignes 4 et 10 du tramway de Bruxelles.

## Situation
La station se trouve sous la Place de Brouckère.
Elle est située :
- entre les stations Sainte-Catherine et Gare Centrale sur les lignes 1 et 5 du métro de Bruxelles ;
- entre les stations Rogier et Bourse - Grand-Place de l'axe nord-sud du prémétro de Bruxelles, emprunté à cet endroit par les lignes 4 et 10 du tramway de Bruxelles.

## Histoire
La station de prémétro est mise en service le 17 décembre 1969, celle du métro le 4 octobre 1976.
A partir de 2017, la station subit un grand chantier de rénovation, dans le même temps que la piétonisation du boulevard Anspach. La station de pré-métro est rouverte au début de 2019 avec un nouveau grand parking à vélos souterain, puis la station de métro, sous la place de la monnaie et rénovée à son tour pour rouvrir en 2021.
Le projet, réalisé en collaboration avec le Bureau greish, mets à jour les normes en matière de capacité, de sécurité incendie et de contrôle des usagers. La station est aussi plus ouverte avec la destruction d'anciens murs, remplacés par des verrières jaunes et l'aggrandissement du hall principal et créant un nouvel accès souterrain avec le centre commercial The Mint Brussels. Dans les trottoirs de la rue de l’Evêque sont aussi réalisés des verrières afin de laisser de la lumière naturelle entrer dans la station.
La construction a été confiée à Bruxelles Mobilité et la STIB avec un coût total de la rénovation s’élèvant à 17 millions d'euros.

## Service aux voyageurs

### Accès
La station compte sept accès :
- Accès nos 1, 2 et 3 : situés place de Brouckère (accompagné d'un escalator chacun, un ascenseur est installé à proximité du premier) ;
- Accès no 4 et 6 : situé rue de l'Évêque (accompagné d'un escalator, un ascenseur est installé à proximité) ;
- Accès no 5 : situé rue de l'Évêque devant The Mint (accompagné d'un escalator).
- Accès no 7 : situé dans Anspach Shopping (accompagné d'un escalator) ;

### Quais
La station est de conception particulière puisque sur deux niveaux :
- Niveau -1 : Station du prémétro avec deux voies encadrées par deux quais latéraux et un quai central ;
- Niveau -2 : Station des lignes 1 et 5 du métro, avec deux voies encadrées par deux quais latéraux.

### Intermodalité
La station est desservie par les lignes 29, 46, 71, 88 et 89 des autobus de Bruxelles, par les lignes de bus 126, 127 et 128 du réseau De Lijn et, la nuit, par les lignes N04, N05, N06, N08, N09, N10, N11, N12, N13, N16 et N18 du réseau Noctis.

## À proximité
- Théâtre royal de la Monnaie
- Rue Neuve avec son centre commercial City 2 et ses magasins
- Théâtre national de Belgique
- Cinéma Arenberg
- Cinéma UGC de Brouckère
- Bourse de Bruxelles
- Centre culturel des Riches-Claires

### Galerie

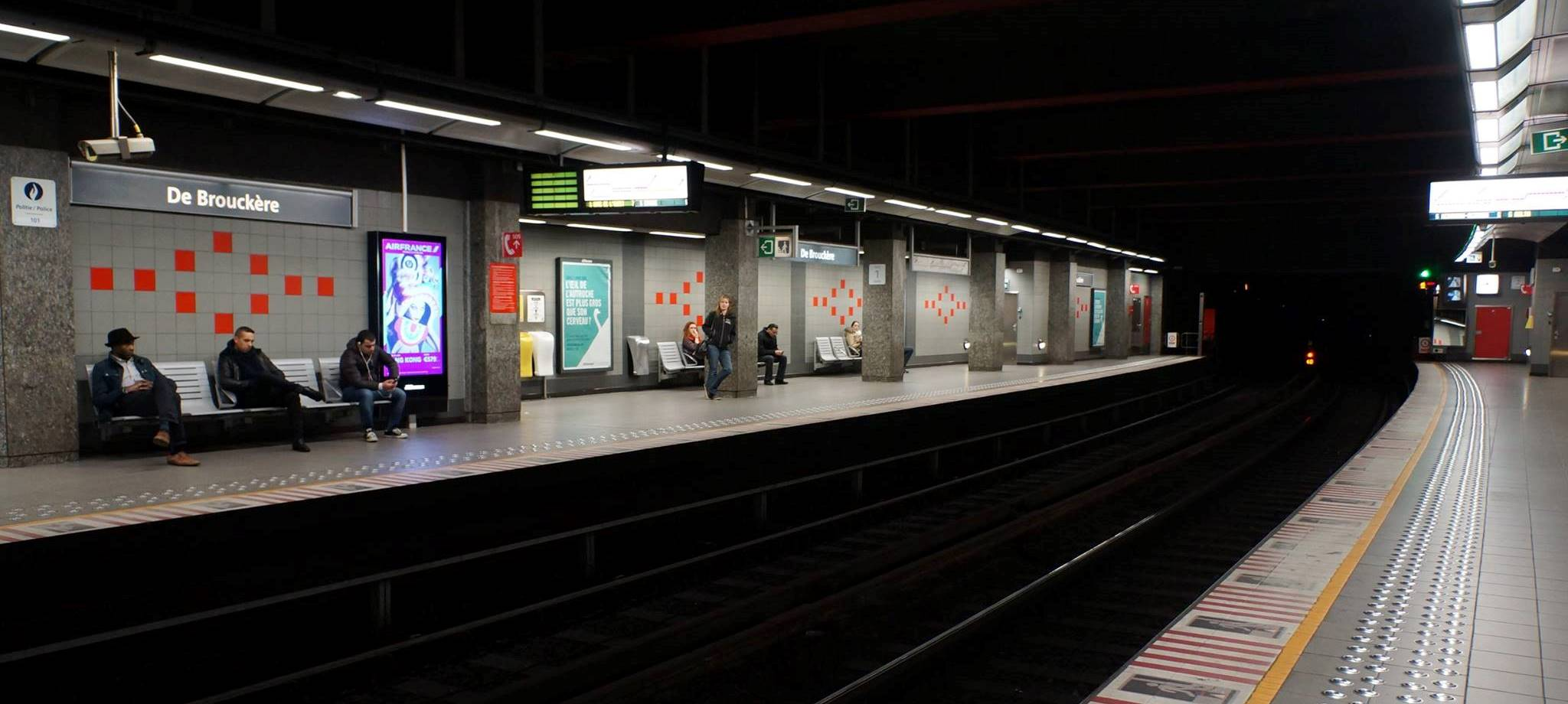
Les quais de la station de métro avant rénovation.
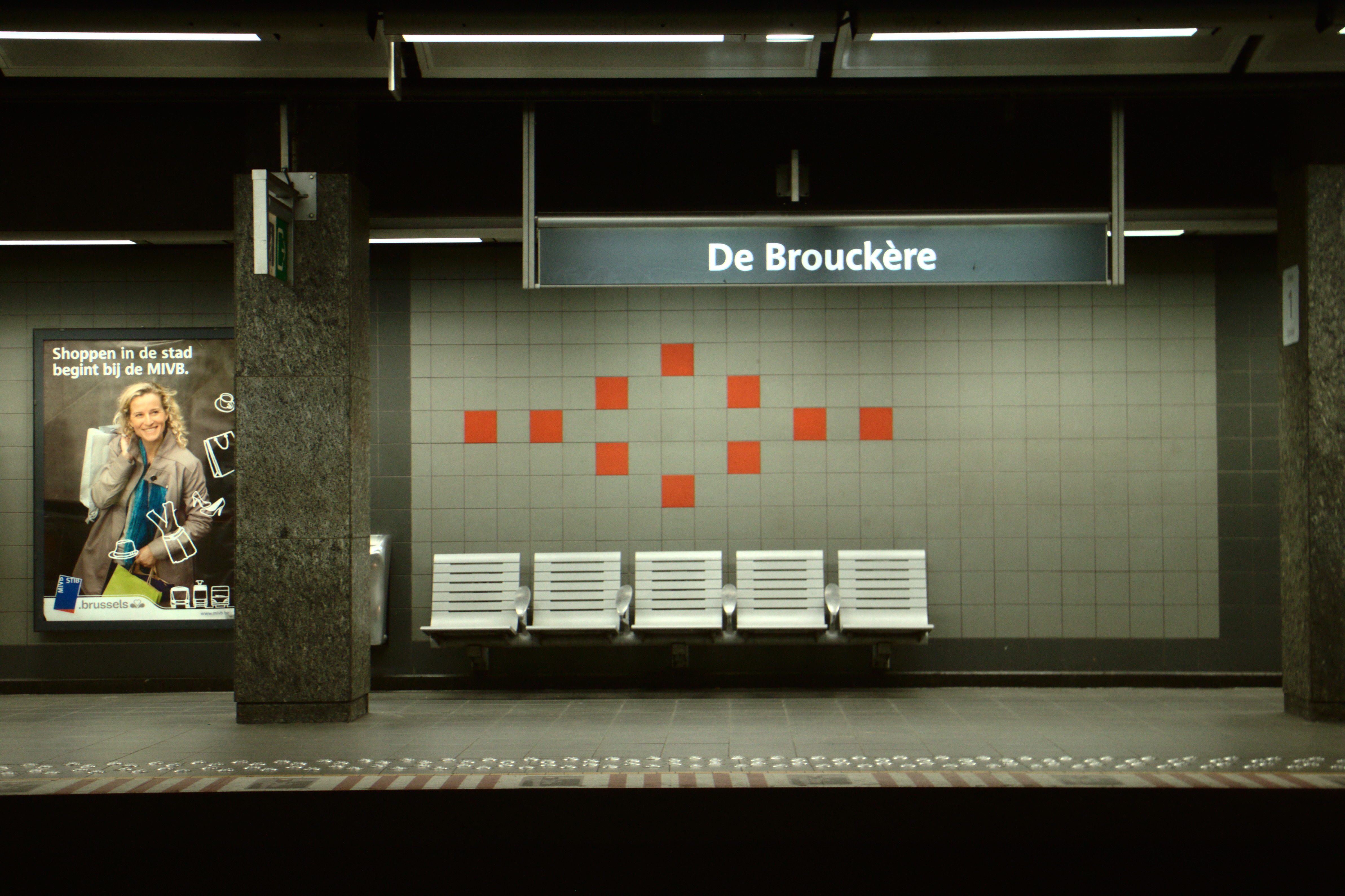
décorations des quais de métro avant rénovation.
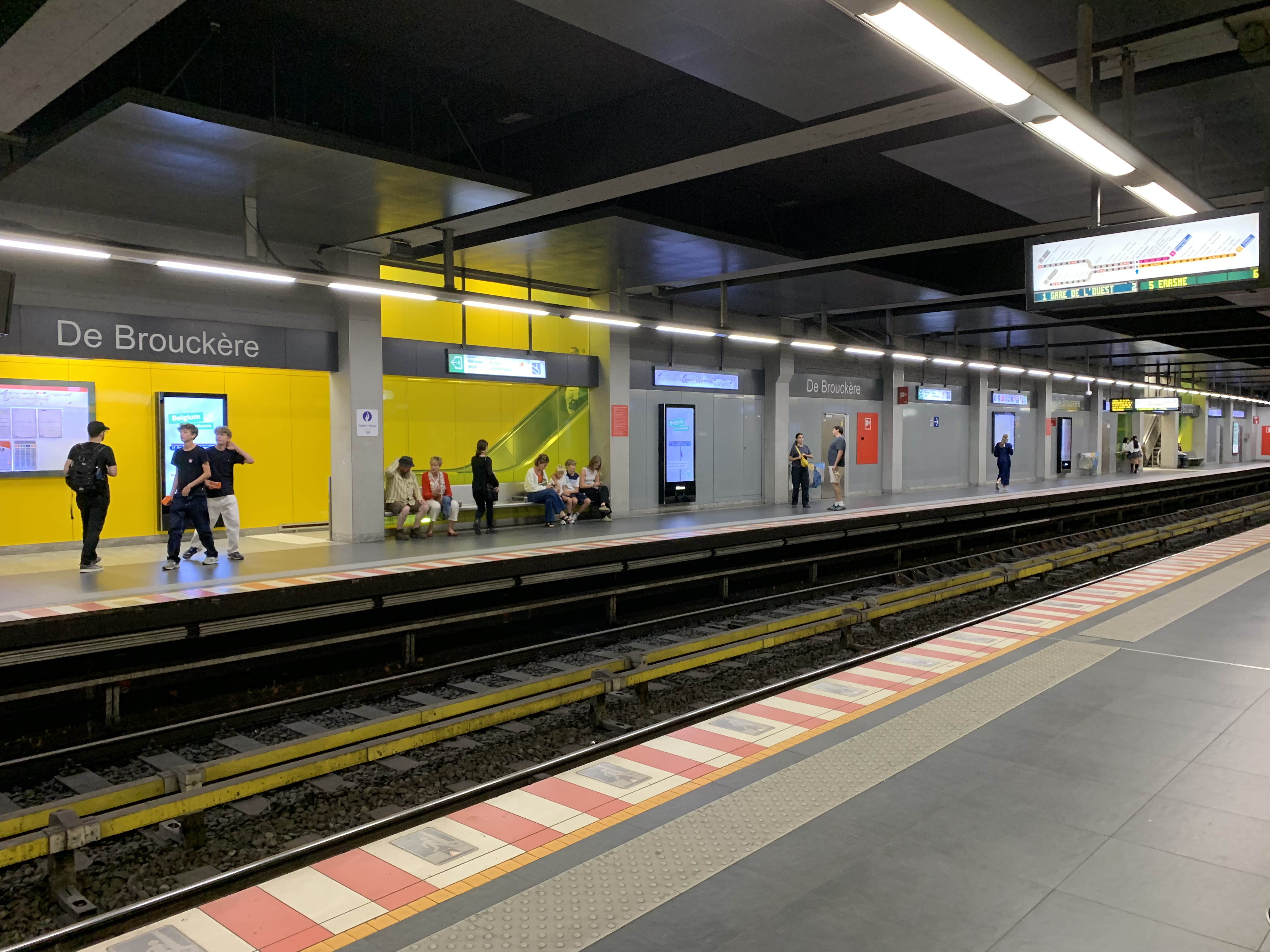
Les quais de la station de métro après 2021.
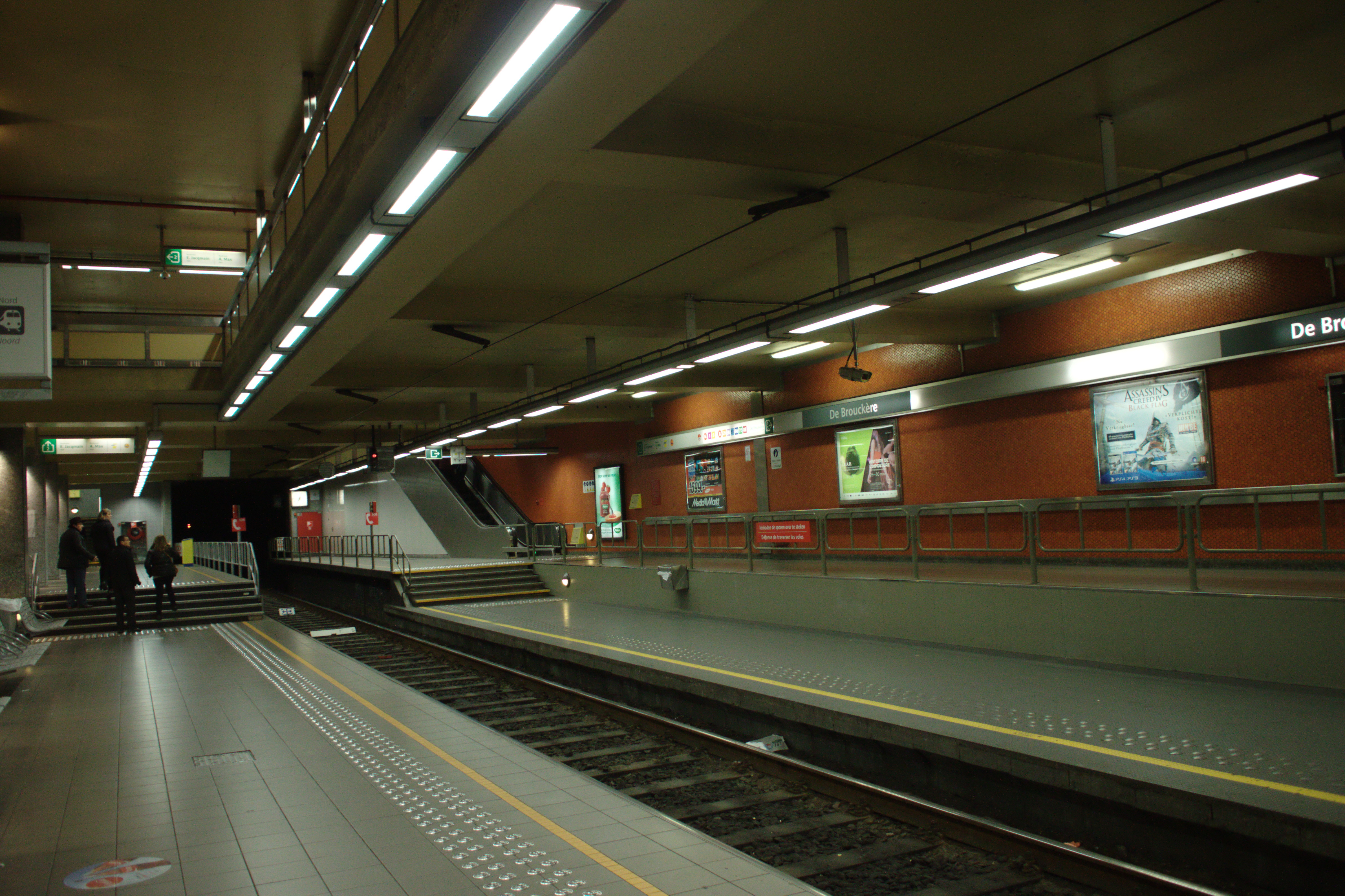
Les quais de la station de prémétro
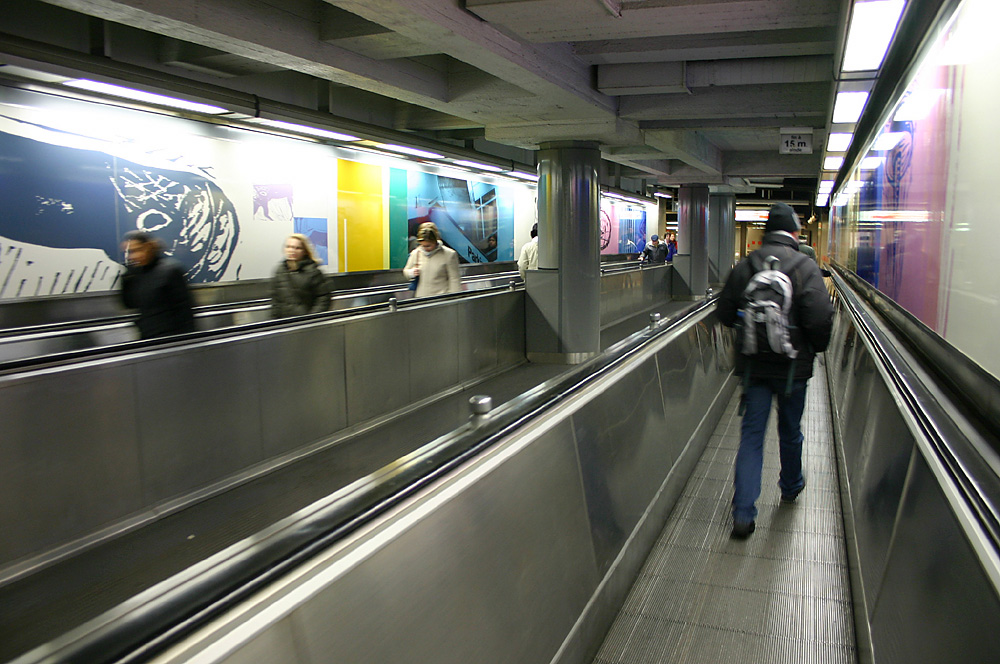
Trottoirs roulants entre le métro et le prémétro